# Eleições presidenciais de 2006 em Coimbra

## Resultados Oficiais
| Candidato               | Candidato               | Votos   | %               |
| ----------------------- | ----------------------- | ------- | --------------- |
|                         | Aníbal Cavaco Silva     | 32 206  | 41,11 / 100,00  |
|                         | Manuel Alegre           | 25 790  | 32,92 / 100,00  |
|                         | Mário Soares            | 10 340  | 13,20 / 100,00  |
|                         | Jerónimo de Sousa       | 5 959   | 7,61 / 100,00   |
|                         | Francisco Louçã         | 3 731   | 4,76 / 100,00   |
|                         | Garcia Pereira          | 315     | 0,40 / 100,00   |
| Votos Inválidos         | Votos Inválidos         | 1 424   | 1,78 / 100,00   |
| Total                   | Total                   | 79 765  | 100,00 / 100,00 |
| Eleitorado/Participação | Eleitorado/Participação | 123 888 | 64,38 / 100,00  |

## Resultados por Freguesia
Os resultados dos candidatos por freguesia foram os seguintes:
| Freguesia                 | %     | %     | %     | %     | %    | %    | Votantes |
| Freguesia                 | ACS   | MA    | MS    | JDS   | FL   | GP   | Votantes |
| ------------------------- | ----- | ----- | ----- | ----- | ---- | ---- | -------- |
| Almalaguês                | 38,37 | 35,62 | 12,04 | 7,57  | 5,01 | 0,38 | 1 875    |
| Ameal                     | 26,06 | 44,34 | 13,33 | 10,61 | 4,95 | 0,71 | 859      |
| Antanhol                  | 42,85 | 33,06 | 13,24 | 5,35  | 5,35 | 0,16 | 1 247    |
| Antuzede                  | 35,14 | 38,33 | 15,08 | 7,45  | 3,99 | 0    | 1 144    |
| Arzila                    | 24,52 | 46,78 | 15,13 | 10,09 | 3,48 | 0    | 581      |
| Assafarge                 | 39,04 | 34,86 | 12,86 | 6,43  | 6,35 | 0,46 | 1 309    |
| Botão                     | 32,76 | 39,06 | 19,24 | 4,47  | 4,12 | 0,34 | 888      |
| Brasfemes                 | 30,54 | 39,30 | 16,37 | 9,04  | 4,57 | 0,19 | 1 065    |
| Castelo Viegas            | 37,90 | 32,66 | 14,38 | 9,81  | 4,91 | 0,33 | 909      |
| Ceira                     | 41,81 | 34,87 | 10,36 | 7,95  | 4,58 | 0,43 | 2 121    |
| Cernache                  | 36,24 | 37,75 | 12,91 | 8,11  | 4,52 | 0,47 | 2 169    |
| Coimbra - Almedina        | 46,04 | 26,86 | 10,30 | 12,43 | 4,14 | 0,24 | 856      |
| Coimbra - Santa Cruz      | 41,74 | 30,26 | 15,27 | 7,83  | 4,62 | 0,28 | 3 999    |
| Coimbra - São Bartolomeu  | 41,29 | 31,18 | 13,43 | 8,96  | 4,48 | 0,66 | 608      |
| Coimbra - Sé Nova         | 52,21 | 24,50 | 12,25 | 6,16  | 4,29 | 0,59 | 4 796    |
| Eiras                     | 38,98 | 33,49 | 13,45 | 8,40  | 5,28 | 0,41 | 5 987    |
| Lamarosa                  | 53,75 | 25,15 | 8,78  | 7,10  | 5,03 | 0,20 | 1 026    |
| Ribeira de Frades         | 31,99 | 38,26 | 17,38 | 6,81  | 5,38 | 0,18 | 1 133    |
| Santa Clara               | 43,10 | 31,71 | 12,68 | 6,92  | 5,17 | 0,42 | 5 365    |
| Santo António dos Olivais | 45,42 | 29,01 | 14,02 | 6,44  | 4,67 | 0,43 | 21 599   |
| São João do Campo         | 31,99 | 34,74 | 10,94 | 18,01 | 3,95 | 0,37 | 1 094    |
| São Martinho de Árvore    | 42,64 | 37,24 | 7,82  | 7,08  | 5,03 | 0,19 | 546      |
| São Martinho do Bispo     | 37,73 | 36,34 | 12,70 | 7,48  | 5,33 | 0,42 | 7 604    |
| São Paulo de Frades       | 36,47 | 37,70 | 11,90 | 8,96  | 4,61 | 0,37 | 2 728    |
| São Silvestre             | 35,35 | 40,64 | 10,87 | 7,71  | 5,30 | 0,13 | 1 507    |
| Souselas                  | 37,89 | 41,03 | 8,86  | 9,43  | 2,57 | 0,23 | 1 779    |
| Taveiro                   | 32,63 | 37,96 | 14,80 | 8,27  | 5,61 | 0,74 | 1 107    |
| Torre de Vilela           | 42,40 | 34,80 | 11,15 | 6,25  | 4,73 | 0,68 | 604      |
| Torres do Mondego         | 36,23 | 34,51 | 14,63 | 10,47 | 3,59 | 0,57 | 1 421    |
| Trouxemil                 | 33,52 | 38,90 | 12,55 | 9,66  | 4,90 | 0,48 | 1 478    |
| Vil de Matos              | 44,53 | 29,68 | 13,87 | 8,03  | 3,65 | 0,24 | 421      |
| Coimbra                   | 41,11 | 32,92 | 13,20 | 7,61  | 4,76 | 0,40 | 79 765   |

#### Almalaguês
| Candidato               | Candidato               | Votos | %               |
| ----------------------- | ----------------------- | ----- | --------------- |
|                         | Aníbal Cavaco Silva     | 704   | 38,37 / 100,00  |
|                         | Manuel Alegre           | 672   | 36,62 / 100,00  |
|                         | Mário Soares            | 221   | 12,04 / 100,00  |
|                         | Jerónimo de Sousa       | 139   | 7,57 / 100,00   |
|                         | Francisco Louçã         | 92    | 5,01 / 100,00   |
|                         | Garcia Pereira          | 7     | 0,38 / 100,00   |
| Votos Inválidos         | Votos Inválidos         | 40    | 2,13 / 100,00   |
| Total                   | Total                   | 1 875 | 100,00 / 100,00 |
| Eleitorado/Participação | Eleitorado/Participação | 2 939 | 63,80 / 100,00  |

#### Ameal
| Candidato               | Candidato               | Votos | %               |
| ----------------------- | ----------------------- | ----- | --------------- |
|                         | Manuel Alegre           | 376   | 44,34 / 100,00  |
|                         | Aníbal Cavaco Silva     | 221   | 26,06 / 100,00  |
|                         | Mário Soares            | 113   | 13,33 / 100,00  |
|                         | Jerónimo de Sousa       | 90    | 10,61 / 100,00  |
|                         | Francisco Louçã         | 42    | 4,95 / 100,00   |
|                         | Garcia Pereira          | 9     | 0,71 / 100,00   |
| Votos Inválidos         | Votos Inválidos         | 11    | 1,28 / 100,00   |
| Total                   | Total                   | 859   | 100,00 / 100,00 |
| Eleitorado/Participação | Eleitorado/Participação | 1 282 | 67,00 / 100,00  |

#### Antanhol
| Candidato               | Candidato               | Votos | %               |
| ----------------------- | ----------------------- | ----- | --------------- |
|                         | Aníbal Cavaco Silva     | 521   | 42,85 / 100,00  |
|                         | Manuel Alegre           | 402   | 33,06 / 100,00  |
|                         | Mário Soares            | 161   | 13,24 / 100,00  |
|                         | Jerónimo de Sousa       | 65    | 5,35 / 100,00   |
|                         | Francisco Louçã         | 65    | 5,35 / 100,00   |
|                         | Garcia Pereira          | 2     | 0,16 / 100,00   |
| Votos Inválidos         | Votos Inválidos         | 31    | 2,48 / 100,00   |
| Total                   | Total                   | 1 247 | 100,00 / 100,00 |
| Eleitorado/Participação | Eleitorado/Participação | 1 970 | 63,30 / 100,00  |

#### Antuzede
| Candidato               | Candidato               | Votos | %               |
| ----------------------- | ----------------------- | ----- | --------------- |
|                         | Manuel Alegre           | 432   | 38,33 / 100,00  |
|                         | Aníbal Cavaco Silva     | 396   | 35,14 / 100,00  |
|                         | Mário Soares            | 170   | 15,08 / 100,00  |
|                         | Jerónimo de Sousa       | 84    | 7,45 / 100,00   |
|                         | Francisco Louçã         | 45    | 3,99 / 100,00   |
|                         | Garcia Pereira          | 0     | 0,00 / 100,00   |
| Votos Inválidos         | Votos Inválidos         | 17    | 1,48 / 100,00   |
| Total                   | Total                   | 1 144 | 100,00 / 100,00 |
| Eleitorado/Participação | Eleitorado/Participação | 2 062 | 55,48 / 100,00  |

#### Arzila
| Candidato               | Candidato               | Votos | %               |
| ----------------------- | ----------------------- | ----- | --------------- |
|                         | Manuel Alegre           | 269   | 46,78 / 100,00  |
|                         | Aníbal Cavaco Silva     | 141   | 24,52 / 100,00  |
|                         | Mário Soares            | 87    | 15,13 / 100,00  |
|                         | Jerónimo de Sousa       | 58    | 10,09 / 100,00  |
|                         | Francisco Louçã         | 20    | 3,48 / 100,00   |
|                         | Garcia Pereira          | 0     | 0,00 / 100,00   |
| Votos Inválidos         | Votos Inválidos         | 6     | 1,03 / 100,00   |
| Total                   | Total                   | 581   | 100,00 / 100,00 |
| Eleitorado/Participação | Eleitorado/Participação | 821   | 70,77 / 100,00  |

#### Assafarge
| Candidato               | Candidato               | Votos | %               |
| ----------------------- | ----------------------- | ----- | --------------- |
|                         | Aníbal Cavaco Silva     | 504   | 39,04 / 100,00  |
|                         | Manuel Alegre           | 450   | 34,86 / 100,00  |
|                         | Mário Soares            | 166   | 12,86 / 100,00  |
|                         | Jerónimo de Sousa       | 83    | 6,43 / 100,00   |
|                         | Francisco Louçã         | 82    | 6,35 / 100,00   |
|                         | Garcia Pereira          | 6     | 0,46 / 100,00   |
| Votos Inválidos         | Votos Inválidos         | 18    | 1,37 / 100,00   |
| Total                   | Total                   | 1 309 | 100,00 / 100,00 |
| Eleitorado/Participação | Eleitorado/Participação | 1 885 | 69,44 / 100,00  |

#### Botão
| Candidato               | Candidato               | Votos | %               |
| ----------------------- | ----------------------- | ----- | --------------- |
|                         | Manuel Alegre           | 341   | 39,06 / 100,00  |
|                         | Aníbal Cavaco Silva     | 286   | 32,76 / 100,00  |
|                         | Mário Soares            | 168   | 19,24 / 100,00  |
|                         | Jerónimo de Sousa       | 39    | 4,47 / 100,00   |
|                         | Francisco Louçã         | 36    | 4,12 / 100,00   |
|                         | Garcia Pereira          | 3     | 0,34 / 100,00   |
| Votos Inválidos         | Votos Inválidos         | 15    | 1,69 / 100,00   |
| Total                   | Total                   | 888   | 100,00 / 100,00 |
| Eleitorado/Participação | Eleitorado/Participação | 1 488 | 59,68 / 100,00  |

#### Brasfemes
| Candidato               | Candidato               | Votos | %               |
| ----------------------- | ----------------------- | ----- | --------------- |
|                         | Manuel Alegre           | 413   | 39,30 / 100,00  |
|                         | Aníbal Cavaco Silva     | 321   | 30,54 / 100,00  |
|                         | Mário Soares            | 172   | 16,37 / 100,00  |
|                         | Jerónimo de Sousa       | 95    | 9,04 / 100,00   |
|                         | Francisco Louçã         | 48    | 4,57 / 100,00   |
|                         | Garcia Pereira          | 2     | 0,19 / 100,00   |
| Votos Inválidos         | Votos Inválidos         | 14    | 1,31 / 100,00   |
| Total                   | Total                   | 1 065 | 100,00 / 100,00 |
| Eleitorado/Participação | Eleitorado/Participação | 1 651 | 64,51 / 100,00  |

#### Castelo Viegas
| Candidato               | Candidato               | Votos | %               |
| ----------------------- | ----------------------- | ----- | --------------- |
|                         | Aníbal Cavaco Silva     | 340   | 37,90 / 100,00  |
|                         | Manuel Alegre           | 293   | 32,66 / 100,00  |
|                         | Mário Soares            | 129   | 14,38 / 100,00  |
|                         | Jerónimo de Sousa       | 88    | 9,81 / 100,00   |
|                         | Francisco Louçã         | 44    | 4,91 / 100,00   |
|                         | Garcia Pereira          | 3     | 0,33 / 100,00   |
| Votos Inválidos         | Votos Inválidos         | 12    | 1,32 / 100,00   |
| Total                   | Total                   | 909   | 100,00 / 100,00 |
| Eleitorado/Participação | Eleitorado/Participação | 1 370 | 66,35 / 100,00  |

#### Ceira
| Candidato               | Candidato               | Votos | %               |
| ----------------------- | ----------------------- | ----- | --------------- |
|                         | Aníbal Cavaco Silva     | 868   | 41,81 / 100,00  |
|                         | Manuel Alegre           | 724   | 34,87 / 100,00  |
|                         | Mário Soares            | 215   | 10,36 / 100,00  |
|                         | Jerónimo de Sousa       | 165   | 7,95 / 100,00   |
|                         | Francisco Louçã         | 95    | 4,58 / 100,00   |
|                         | Garcia Pereira          | 9     | 0,43 / 100,00   |
| Votos Inválidos         | Votos Inválidos         | 45    | 2,12 / 100,00   |
| Total                   | Total                   | 2 121 | 100,00 / 100,00 |
| Eleitorado/Participação | Eleitorado/Participação | 3 710 | 57,17 / 100,00  |

#### Cernache
| Candidato               | Candidato               | Votos | %               |
| ----------------------- | ----------------------- | ----- | --------------- |
|                         | Manuel Alegre           | 801   | 37,75 / 100,00  |
|                         | Aníbal Cavaco Silva     | 769   | 36,24 / 100,00  |
|                         | Mário Soares            | 274   | 12,91 / 100,00  |
|                         | Jerónimo de Sousa       | 172   | 8,11 / 100,00   |
|                         | Francisco Louçã         | 96    | 4,52 / 100,00   |
|                         | Garcia Pereira          | 10    | 0,47 / 100,00   |
| Votos Inválidos         | Votos Inválidos         | 47    | 2,17 / 100,00   |
| Total                   | Total                   | 2 169 | 100,00 / 100,00 |
| Eleitorado/Participação | Eleitorado/Participação | 3 310 | 65,53 / 100,00  |

#### Coimbra - Almedina
| Candidato               | Candidato               | Votos | %               |
| ----------------------- | ----------------------- | ----- | --------------- |
|                         | Aníbal Cavaco Silva     | 389   | 46,04 / 100,00  |
|                         | Manuel Alegre           | 227   | 26,86 / 100,00  |
|                         | Jerónimo de Sousa       | 105   | 12,43 / 100,00  |
|                         | Mário Soares            | 87    | 10,30 / 100,00  |
|                         | Francisco Louçã         | 35    | 4,14 / 100,00   |
|                         | Garcia Pereira          | 2     | 0,24 / 100,00   |
| Votos Inválidos         | Votos Inválidos         | 11    | 1,29 / 100,00   |
| Total                   | Total                   | 856   | 100,00 / 100,00 |
| Eleitorado/Participação | Eleitorado/Participação | 1 368 | 62,57 / 100,00  |

#### Coimbra - Santa Cruz
| Candidato               | Candidato               | Votos | %               |
| ----------------------- | ----------------------- | ----- | --------------- |
|                         | Aníbal Cavaco Silva     | 1 643 | 41,74 / 100,00  |
|                         | Manuel Alegre           | 1 191 | 30,26 / 100,00  |
|                         | Mário Soares            | 601   | 15,27 / 100,00  |
|                         | Jerónimo de Sousa       | 308   | 7,83 / 100,00   |
|                         | Francisco Louçã         | 182   | 4,62 / 100,00   |
|                         | Garcia Pereira          | 11    | 0,28 / 100,00   |
| Votos Inválidos         | Votos Inválidos         | 63    | 1,58 / 100,00   |
| Total                   | Total                   | 3 999 | 100,00 / 100,00 |
| Eleitorado/Participação | Eleitorado/Participação | 6 593 | 60,66 / 100,00  |

#### Coimbra - São Bartolomeu
| Candidato               | Candidato               | Votos | %               |
| ----------------------- | ----------------------- | ----- | --------------- |
|                         | Aníbal Cavaco Silva     | 249   | 41,29 / 100,00  |
|                         | Manuel Alegre           | 188   | 31,18 / 100,00  |
|                         | Mário Soares            | 81    | 13,43 / 100,00  |
|                         | Jerónimo de Sousa       | 54    | 8,96 / 100,00   |
|                         | Francisco Louçã         | 27    | 4,48 / 100,00   |
|                         | Garcia Pereira          | 4     | 0,66 / 100,00   |
| Votos Inválidos         | Votos Inválidos         | 5     | 0,82 / 100,00   |
| Total                   | Total                   | 608   | 100,00 / 100,00 |
| Eleitorado/Participação | Eleitorado/Participação | 1 046 | 58,13 / 100,00  |

#### Coimbra - Sé Nova
| Candidato               | Candidato               | Votos | %               |
| ----------------------- | ----------------------- | ----- | --------------- |
|                         | Aníbal Cavaco Silva     | 2 459 | 52,21 / 100,00  |
|                         | Manuel Alegre           | 1 154 | 24,50 / 100,00  |
|                         | Mário Soares            | 577   | 12,25 / 100,00  |
|                         | Jerónimo de Sousa       | 290   | 6,16 / 100,00   |
|                         | Francisco Louçã         | 202   | 4,29 / 100,00   |
|                         | Garcia Pereira          | 28    | 0,59 / 100,00   |
| Votos Inválidos         | Votos Inválidos         | 86    | 1,79 / 100,00   |
| Total                   | Total                   | 4 796 | 100,00 / 100,00 |
| Eleitorado/Participação | Eleitorado/Participação | 6 906 | 69,45 / 100,00  |

#### Eiras
| Candidato               | Candidato               | Votos | %               |
| ----------------------- | ----------------------- | ----- | --------------- |
|                         | Aníbal Cavaco Silva     | 2 298 | 38,98 / 100,00  |
|                         | Manuel Alegre           | 1 974 | 33,49 / 100,00  |
|                         | Mário Soares            | 793   | 13,45 / 100,00  |
|                         | Jerónimo de Sousa       | 495   | 8,40 / 100,00   |
|                         | Francisco Louçã         | 311   | 5,28 / 100,00   |
|                         | Garcia Pereira          | 24    | 0,41 / 100,00   |
| Votos Inválidos         | Votos Inválidos         | 92    | 1,54 / 100,00   |
| Total                   | Total                   | 5 987 | 100,00 / 100,00 |
| Eleitorado/Participação | Eleitorado/Participação | 9 676 | 61,87 / 100,00  |

#### Lamarosa
| Candidato               | Candidato               | Votos | %               |
| ----------------------- | ----------------------- | ----- | --------------- |
|                         | Aníbal Cavaco Silva     | 545   | 53,75 / 100,00  |
|                         | Manuel Alegre           | 255   | 25,15 / 100,00  |
|                         | Mário Soares            | 89    | 8,78 / 100,00   |
|                         | Jerónimo de Sousa       | 72    | 7,10 / 100,00   |
|                         | Francisco Louçã         | 51    | 5,03 / 100,00   |
|                         | Garcia Pereira          | 2     | 0,20 / 100,00   |
| Votos Inválidos         | Votos Inválidos         | 12    | 1,16 / 100,00   |
| Total                   | Total                   | 1 026 | 100,00 / 100,00 |
| Eleitorado/Participação | Eleitorado/Participação | 1 814 | 56,56 / 100,00  |

#### Ribeira de Frades
| Candidato               | Candidato               | Votos | %               |
| ----------------------- | ----------------------- | ----- | --------------- |
|                         | Manuel Alegre           | 427   | 38,26 / 100,00  |
|                         | Aníbal Cavaco Silva     | 357   | 31,91 / 100,00  |
|                         | Mário Soares            | 194   | 17,38 / 100,00  |
|                         | Jerónimo de Sousa       | 76    | 6,81 / 100,00   |
|                         | Francisco Louçã         | 60    | 5,38 / 100,00   |
|                         | Garcia Pereira          | 2     | 0,18 / 100,00   |
| Votos Inválidos         | Votos Inválidos         | 17    | 1,50 / 100,00   |
| Total                   | Total                   | 1 133 | 100,00 / 100,00 |
| Eleitorado/Participação | Eleitorado/Participação | 1 724 | 65,72 / 100,00  |

#### Santa Clara
| Candidato               | Candidato               | Votos | %               |
| ----------------------- | ----------------------- | ----- | --------------- |
|                         | Aníbal Cavaco Silva     | 2 224 | 43,10 / 100,00  |
|                         | Manuel Alegre           | 1 651 | 31,71 / 100,00  |
|                         | Mário Soares            | 660   | 12,68 / 100,00  |
|                         | Jerónimo de Sousa       | 360   | 6,92 / 100,00   |
|                         | Francisco Louçã         | 269   | 5,17 / 100,00   |
|                         | Garcia Pereira          | 22    | 0,42 / 100,00   |
| Votos Inválidos         | Votos Inválidos         | 99    | 1,87 / 100,00   |
| Total                   | Total                   | 5 305 | 100,00 / 100,00 |
| Eleitorado/Participação | Eleitorado/Participação | 8 219 | 64,55 / 100,00  |

#### Santo António dos Olivais
| Candidato               | Candidato               | Votos  | %               |
| ----------------------- | ----------------------- | ------ | --------------- |
|                         | Aníbal Cavaco Silva     | 9 610  | 45,42 / 100,00  |
|                         | Manuel Alegre           | 6 139  | 29,01 / 100,00  |
|                         | Mário Soares            | 2 967  | 14,02 / 100,00  |
|                         | Jerónimo de Sousa       | 1 362  | 6,44 / 100,00   |
|                         | Francisco Louçã         | 989    | 4,67 / 100,00   |
|                         | Garcia Pereira          | 92     | 0,43 / 100,00   |
| Votos Inválidos         | Votos Inválidos         | 440    | 2,03 / 100,00   |
| Total                   | Total                   | 21 599 | 100,00 / 100,00 |
| Eleitorado/Participação | Eleitorado/Participação | 31 517 | 68,53 / 100,00  |

#### São João do Campo
| Candidato               | Candidato               | Votos | %               |
| ----------------------- | ----------------------- | ----- | --------------- |
|                         | Manuel Alegre           | 378   | 34,74 / 100,00  |
|                         | Aníbal Cavaco Silva     | 348   | 31,99 / 100,00  |
|                         | Jerónimo de Sousa       | 196   | 18,01 / 100,00  |
|                         | Mário Soares            | 119   | 10,94 / 100,00  |
|                         | Francisco Louçã         | 43    | 3,95 / 100,00   |
|                         | Garcia Pereira          | 4     | 0,37 / 100,00   |
| Votos Inválidos         | Votos Inválidos         | 6     | 0,55 / 100,00   |
| Total                   | Total                   | 1 094 | 100,00 / 100,00 |
| Eleitorado/Participação | Eleitorado/Participação | 1 986 | 55,09 / 100,00  |

#### São Martinho de Árvore
| Candidato               | Candidato               | Votos | %               |
| ----------------------- | ----------------------- | ----- | --------------- |
|                         | Aníbal Cavaco Silva     | 229   | 42,64 / 100,00  |
|                         | Manuel Alegre           | 200   | 37,24 / 100,00  |
|                         | Mário Soares            | 42    | 7,82 / 100,00   |
|                         | Jerónimo de Sousa       | 38    | 7,08 / 100,00   |
|                         | Francisco Louçã         | 27    | 5,03 / 100,00   |
|                         | Garcia Pereira          | 1     | 0,19 / 100,00   |
| Votos Inválidos         | Votos Inválidos         | 9     | 1,65 / 100,00   |
| Total                   | Total                   | 546   | 100,00 / 100,00 |
| Eleitorado/Participação | Eleitorado/Participação | 839   | 65,08 / 100,00  |

#### São Martinho do Bispo
| Candidato               | Candidato               | Votos  | %               |
| ----------------------- | ----------------------- | ------ | --------------- |
|                         | Aníbal Cavaco Silva     | 2 813  | 37,73 / 100,00  |
|                         | Manuel Alegre           | 2 709  | 36,34 / 100,00  |
|                         | Mário Soares            | 947    | 12,70 / 100,00  |
|                         | Jerónimo de Sousa       | 558    | 7,48 / 100,00   |
|                         | Francisco Louçã         | 397    | 5,33 / 100,00   |
|                         | Garcia Pereira          | 31     | 0,42 / 100,00   |
| Votos Inválidos         | Votos Inválidos         | 149    | 1,96 / 100,00   |
| Total                   | Total                   | 7 604  | 100,00 / 100,00 |
| Eleitorado/Participação | Eleitorado/Participação | 11 960 | 63,58 / 100,00  |

#### São Paulo de Frades
| Candidato               | Candidato               | Votos | %               |
| ----------------------- | ----------------------- | ----- | --------------- |
|                         | Aníbal Cavaco Silva     | 1 014 | 37,70 / 100,00  |
|                         | Manuel Alegre           | 981   | 36,47 / 100,00  |
|                         | Mário Soares            | 320   | 11,90 / 100,00  |
|                         | Jerónimo de Sousa       | 241   | 8,96 / 100,00   |
|                         | Francisco Louçã         | 124   | 4,61 / 100,00   |
|                         | Garcia Pereira          | 10    | 0,37 / 100,00   |
| Votos Inválidos         | Votos Inválidos         | 38    | 1,39 / 100,00   |
| Total                   | Total                   | 2 728 | 100,00 / 100,00 |
| Eleitorado/Participação | Eleitorado/Participação | 4 327 | 63,05 / 100,00  |

#### São Silvestre
| Candidato               | Candidato               | Votos | %               |
| ----------------------- | ----------------------- | ----- | --------------- |
|                         | Manuel Alegre           | 606   | 40,64 / 100,00  |
|                         | Aníbal Cavaco Silva     | 527   | 35,35 / 100,00  |
|                         | Mário Soares            | 162   | 10,87 / 100,00  |
|                         | Jerónimo de Sousa       | 115   | 7,71 / 100,00   |
|                         | Francisco Louçã         | 79    | 5,30 / 100,00   |
|                         | Garcia Pereira          | 2     | 0,13 / 100,00   |
| Votos Inválidos         | Votos Inválidos         | 16    | 1,06 / 100,00   |
| Total                   | Total                   | 1 507 | 100,00 / 100,00 |
| Eleitorado/Participação | Eleitorado/Participação | 2 489 | 60,55 / 100,00  |

#### Souselas
| Candidato               | Candidato               | Votos | %               |
| ----------------------- | ----------------------- | ----- | --------------- |
|                         | Manuel Alegre           | 718   | 41,03 / 100,00  |
|                         | Aníbal Cavaco Silva     | 663   | 37,89 / 100,00  |
|                         | Jerónimo de Sousa       | 165   | 9,43 / 100,00   |
|                         | Mário Soares            | 155   | 8,96 / 100,00   |
|                         | Francisco Louçã         | 45    | 2,57 / 100,00   |
|                         | Garcia Pereira          | 4     | 0,23 / 100,00   |
| Votos Inválidos         | Votos Inválidos         | 29    | 1,63 / 100,00   |
| Total                   | Total                   | 1 779 | 100,00 / 100,00 |
| Eleitorado/Participação | Eleitorado/Participação | 2 912 | 61,09 / 100,00  |

#### Taveiro
| Candidato               | Candidato               | Votos | %               |
| ----------------------- | ----------------------- | ----- | --------------- |
|                         | Manuel Alegre           | 413   | 37,96 / 100,00  |
|                         | Aníbal Cavaco Silva     | 355   | 32,63 / 100,00  |
|                         | Mário Soares            | 161   | 14,80 / 100,00  |
|                         | Jerónimo de Sousa       | 90    | 8,27 / 100,00   |
|                         | Francisco Louçã         | 61    | 5,61 / 100,00   |
|                         | Garcia Pereira          | 8     | 0,74 / 100,00   |
| Votos Inválidos         | Votos Inválidos         | 19    | 1,71 / 100,00   |
| Total                   | Total                   | 1 107 | 100,00 / 100,00 |
| Eleitorado/Participação | Eleitorado/Participação | 1 661 | 66,65 / 100,00  |

#### Torre de Vilela
| Candidato               | Candidato               | Votos | %               |
| ----------------------- | ----------------------- | ----- | --------------- |
|                         | Aníbal Cavaco Silva     | 251   | 42,40 / 100,00  |
|                         | Manuel Alegre           | 206   | 34,80 / 100,00  |
|                         | Mário Soares            | 66    | 11,15 / 100,00  |
|                         | Jerónimo de Sousa       | 37    | 6,25 / 100,00   |
|                         | Francisco Louçã         | 28    | 4,73 / 100,00   |
|                         | Garcia Pereira          | 4     | 0,68 / 100,00   |
| Votos Inválidos         | Votos Inválidos         | 12    | 1,98 / 100,00   |
| Total                   | Total                   | 604   | 100,00 / 100,00 |
| Eleitorado/Participação | Eleitorado/Participação | 923   | 65,44 / 100,00  |

#### Torres do Mondego
| Candidato               | Candidato               | Votos | %               |
| ----------------------- | ----------------------- | ----- | --------------- |
|                         | Aníbal Cavaco Silva     | 505   | 36,23 / 100,00  |
|                         | Manuel Alegre           | 481   | 34,51 / 100,00  |
|                         | Mário Soares            | 204   | 14,63 / 100,00  |
|                         | Jerónimo de Sousa       | 146   | 10,47 / 100,00  |
|                         | Francisco Louçã         | 50    | 3,59 / 100,00   |
|                         | Garcia Pereira          | 8     | 0,57 / 100,00   |
| Votos Inválidos         | Votos Inválidos         | 27    | 1,90 / 100,00   |
| Total                   | Total                   | 1 421 | 100,00 / 100,00 |
| Eleitorado/Participação | Eleitorado/Participação | 2 251 | 63,13 / 100,00  |

#### Trouxemil
| Candidato               | Candidato               | Votos | %               |
| ----------------------- | ----------------------- | ----- | --------------- |
|                         | Manuel Alegre           | 564   | 38,90 / 100,00  |
|                         | Aníbal Cavaco Silva     | 486   | 33,52 / 100,00  |
|                         | Mário Soares            | 182   | 12,55 / 100,00  |
|                         | Jerónimo de Sousa       | 140   | 9,66 / 100,00   |
|                         | Francisco Louçã         | 71    | 4,90 / 100,00   |
|                         | Garcia Pereira          | 7     | 0,48 / 100,00   |
| Votos Inválidos         | Votos Inválidos         | 28    | 1,89 / 100,00   |
| Total                   | Total                   | 1 478 | 100,00 / 100,00 |
| Eleitorado/Participação | Eleitorado/Participação | 2 527 | 58,49 / 100,00  |

#### Vil de Matos
| Candidato               | Candidato               | Votos | %               |
| ----------------------- | ----------------------- | ----- | --------------- |
|                         | Aníbal Cavaco Silva     | 183   | 44,53 / 100,00  |
|                         | Manuel Alegre           | 122   | 29,68 / 100,00  |
|                         | Mário Soares            | 57    | 13,87 / 100,00  |
|                         | Jerónimo de Sousa       | 33    | 8,03 / 100,00   |
|                         | Francisco Louçã         | 15    | 3,65 / 100,00   |
|                         | Garcia Pereira          | 1     | 0,24 / 100,00   |
| Votos Inválidos         | Votos Inválidos         | 10    | 2,38 / 100,00   |
| Total                   | Total                   | 421   | 100,00 / 100,00 |
| Eleitorado/Participação | Eleitorado/Participação | 662   | 63,60 / 100,00  |